# Vadonia moesiaca
Vadonia moesiaca là một loài bọ cánh cứng trong họ Cerambycidae.